# Église Saint-Martin de Mastaing
L'église Saint-Martin est une église catholique située à Mastaing, en France.

## Localisation
L'église est située dans le département français du Nord, sur la commune de Mastaing.

## Historique
L'édifice est classé au titre des monuments historiques en 1921 et inscrit en 1956.